# Списак епизода серије Метлок
Метлок је америчка телевизијска правна драма у којој насловну улогу тумачи Енди Грифит и од 3. марта 1986. до 7. маја 1995. године. Серија се од пробне епизоде па до 6. сезоне емитовала на каналу НБЦ, а од 7. до 9. сезоне на каналу АБЦ.
Серија Метлок броји 9 сезона и 195 епизода.

## Опис
| Сезона | Сезона | Број епизода | Оригинално емитовање | Оригинално емитовање |
| Сезона | Сезона | Број епизода | Почетак емитовања    | Крај емитовања       |
| ------ | ------ | ------------ | -------------------- | -------------------- |
|        | Пробна | 1            | 3. март 1986.        | 3. март 1986.        |
|        | 1      | 23           | 23. септембар 1986.  | 12. мај 1987.        |
|        | 2      | 24           | 22. септембар 1987.  | 3. мај 1988.         |
|        | 3      | 20           | 29. новембар 1988.   | 16. мај 1989.        |
|        | 4      | 24           | 19. септембар 1989.  | 8. мај 1990.         |
|        | 5      | 22           | 18. септембар 1990.  | 30. април 1991.      |
|        | 6      | 22           | 18. октобар 1991.    | 8. мај 1992.         |
|        | 7      | 18           | 5. новембар 1992.    | 6. мај 1993.         |
|        | 8      | 22           | 23. септембар 1993.  | 19. мај 1994.        |
|        | 9      | 18           | 13. октобар 1994.    | 7. мај 1995.         |

## Епизоде

### Пробна (1986)
| Бр. еп. (укупно) | Бр. еп. (у сезони) | Наслов                      | Редитељ    | Сценариста   | Премијера     |
| --- | ------------------ | --------------------------- | ---------- | ------------ | ------------- |
| 1 | 1                  | „Дневник савршеног убиства” | Роберт Деј | Дин Харгроув | 3. март 1986. |
| Бен Метлок и његова ћерка Шарлин бране ТВ водитеља Стива Емерсона који је оптужен за убиство своје бивше супруге Линде Кулиџ. Прва појава Бена Метлока, Шарлин Метлок и Тајлера Хадсона. Једина појава Хејзел. Пробна епизода „Дневник савршеног убиства” је снимљена као 90-минутна епизода тако да може да се емитује као две вечерње епизоде. Метлокову ћерку Шарлин је у овој епизоди глумила Лори Летин док је њено тумачење у првој сезони преузела Линда Перл. Бенова секретарица Хејзел (коју тумачи Алис Херсон) се једино појавила у овој епизоди. |                    |                             |            |              |               |

### 1. сезона (1986−87)
Линда Перл је заменила Лори Летин у улози Шарлин Метлок. Линда Перл је напустила серију након епизоде „Држава против Метлока”.
| Бр. еп. (укупно) | Бр. еп. (у сезони) | Наслов                  | Редитељ          | Сценариста                                                                  | Премијера           |
| ---------------- | ------------------ | ----------------------- | ---------------- | --------------------------------------------------------------------------- | ------------------- |
| 2                | 1                  | "Судија"                | Кристофер Хиблер | Роберт Хамилтон                                                             | 23. септембар 1986. |
| 3                | 2                  | "Стриптизета"           | Данијел Хален    | Синопсис: Мајкл Петрини Сценарио: Рик Митлман                               | 30. септембар 1986. |
| 4                | 3                  | "Афера"                 | Џон Луелин Мокси | Пол Севиџ                                                                   | 7. октобар 1986.    |
| 5                | 4                  | "Завођење"              | Николас Сгаро    | Ен Колинс                                                                   | 14. октобар 1986.   |
| 6                | 5                  | "Дон (1. део)"          | Николас Сгаро    | Ен Колинс                                                                   | 28. октобар 1986.   |
| 7                | 6                  | "Дон (2. део)"          | Лео Пен          | Синопсис: Ен Колинс Сценарио: Дин Харгроув и Џоел Стајгер                   | 4. новембар 1986.   |
| 8                | 7                  | "Сестре"                | Алан Кук         | Док Барнет                                                                  | 11. новембар 1986.  |
| 9                | 8                  | "Полицајац"             | Данијел Халер    | Синопис: Роберт Шлит Сценарио: Џоел Стајгер, Роберт Шлит и Дин Харгроув     | 18. новембар 1986.  |
| 10               | 9                  | "Анђео"                 | Лари Еликан      | Робин Бернхајм                                                              | 25. новембар 1986.  |
| 11               | 10                 | "Професор"              | Бил Дјук         | Доналд Рос                                                                  | 2. децембар 1986.   |
| 12               | 11                 | "Деда Мраз"             | Данијел Халер    | Синопис: Роберт Шлит Сценарио: Џоел Стајгер и Дин Харгроув                  | 9. децембар 1986.   |
| 13               | 12                 | "Кувар"                 | Боб Свини        | Синопсис: Ен Колинс Сценарио: Дејвид Р. Тодман, Џоел Стајгер и Дин Харгроув | 6. јануар 1987.     |
| 14               | 13                 | "Списатељица"           | Мајкл О'Херлихи  | Џералд Санов                                                                | 13. јануар 1987.    |
| 15               | 14                 | "Пацови"                | Николас Сгаро    | Ен Колинс                                                                   | 20. јануар 1987.    |
| 16               | 15                 | "Болничарка"            | Чарлс С. Дубин   | Роберт Хамилтон                                                             | 3. фебруар 1987.    |
| 17               | 16                 | "Робијаш"               | Данијел Халер    | Марвин Капфер                                                               | 10. фебруар 1987.   |
| 18               | 17                 | "Војни суд (1. део)"    | Чарлс С. Дубин   | Синопис: Ен Колинс Сценарио: Џоел Стајгер и Дин Харгроув                    | 17. фебруар 1987.   |
| 19               | 18                 | "Војни суд (2. део)"    | Чарлс С. Дубин   | Синопис: Ен Колинс Сценарио: Џоел Стајгер и Дин Харгроув                    | 24. фебруар 1987.   |
| 20               | 19                 | "Терапеут"              | Кристофер Хиблер | Роберт Хамилтон                                                             | 3. март 1987.       |
| 21               | 20                 | "Држава против Метлока" | Чарлс С. Дубин   | Роберт Хамилтон                                                             | 24. март 1987.      |
| 22               | 21                 | "Фотограф"              | Боб Свини        | Робин Бернхајм                                                              | 31. март 1987.      |
| 23               | 22                 | "Извештач"              | Чарлс С. Дубин   | Роберт Хамилтон                                                             | 5. мај 1987.        |
| 24               | 23                 | "Лекари"                | Тони Морденте    | Дин Харгруов, Робин Бернхајм и Џоел Стајгер                                 | 12. мај 1987.       |

### 2. сезона (1987−88)
Ненси Стафорд је заменила Линду Перл на почетку сезоне. Кари Лајзер је унапређена у главну поставу коју је напустила након епизоде „Геније”.
| Бр. еп. (укупно) | Бр. еп. (у сезони) | Наслов                     | Редитељ              | Сценариста                                                  | Премијера           | Гледаност у САД-у (милиони) |
| ---------------- | ------------------ | -------------------------- | -------------------- | ----------------------------------------------------------- | ------------------- | --------------------------- |
| 25               | 1                  | "Милијардер (1. део)"      | Кристофер Хиблер     | Синопсис: Ен Колинс Сценарио: Дин Харгров и Џоел Штајгер    | 22. септембар 1987. | TBA                         |
| 26               | 2                  | "Милијардер (2. део)"      | Кристофер Хиблер     | Синопсис: Ен Колинс Сценарио: Дин Харгров и Џоел Штајгер    | 22. септембар 1987. | TBA                         |
| 27               | 2                  | "Слепа правда"             | Кристијан А. Ниби II | Сем Бернард                                                 | 29. септембар 1987. | TBA                         |
| 28               | 4                  | "Рвач"                     | Кристофер Хиблер     | Синопсис: Ен Колинс Сценарио: Рик Фурније                   | 13. октобар 1987.   | TBA                         |
| 29               | 5                  | "Супруг"                   | Тони Морденте        | Ли Венс и Роберт Шлит                                       | 20. октобар 1987.   | TBA                         |
| 30               | 6                  | "Моћни деоничари (1. део)" | Чарлс С. Дабин       | Роберт Хамилтон                                             | 27. октобар 1987.   | TBA                         |
| 31               | 7                  | "Моћни деоничари (2. део)" | Чарлс С. Дабин       | Роберт Хамилтон                                             | 3. новембар 1987.   | TBA                         |
| 32               | 8                  | "Мрежа"                    | Кристофер Хиблер     | Синопсис: Дин Харгров и Џоел Штајгер Сценарио: Филип Мишкин | 1. децембар 1987.   | TBA                         |
| 33               | 9                  | "Најбоља другарица"        | Тони Морденте        | Џералд Сенов                                                | 8. децембар 1987.   | TBA                         |
| 34               | 10                 | "Дечко са села"            | Чарлс С. Дабин       | Док Барнет                                                  | 15. децембар 1987.  | TBA                         |
| 35               | 11                 | "Дар"                      | Тони Морденте        | Роберт Шлит                                                 | 22. децембар 1987.  | TBA                         |
| 36               | 12                 | "Коцкар"                   | Тони Морденте        | Роберт Хамилтон                                             | 29. децембар 1987.  | TBA                         |
| 37               | 13                 | "Тело"                     | Чарлс С. Дабин       | Џералд Санов                                                | 5. јануар 1988.     | TBA                         |
| 38               | 14                 | "Годишњица матуре"         | Чарлс С. Дабин       | Мери Ен Касика и Мајкл Шеф                                  | 12. јануар 1988.    | TBA                         |
| 39               | 15                 | "Жиголо"                   | Тони Морденте        | Стивен Блек и Хенри Стерн                                   | 19. јануар 1988.    | TBA                         |
| 40               | 16                 | "Арбитар"                  | Харви С. Лејдмен     | фил Мишкин                                                  | 26. јануар 1988.    | 25.40                       |
| 41               | 17                 | "Истрага (1. део)"         | Кристифер Хинбер     | Синопсис: Ен Колинс Сценарио: Дин Харгров и Џоел Штајгер    | 2. фебруар 1988.    | TBA                         |
| 42               | 18                 | "Истрага (2. део)"         | Кристофер Хиблер     | Синопсис: Ен Колинс Сценарио: Дин Харгров и Џоел Штајгер    | 9. фебруар 1988.    | TBA                         |
| 43               | 19                 | "Ситничар"                 | Чарлс С. Дабин       | Синопсис: Дин Харгров Сценарио: Џоел Штајгер и Фил Мишкин   | 16. фебруар 1988.   | 26.70                       |
| 44               | 20                 | "Љубавни јади"             | Кристофер Хиблер     | Макс Исенберг                                               | 23. фебруар 1988.   | TBA                         |
| 45               | 21                 | "Геније"                   | Френк Такери         | Линколн Киб                                                 | 15. март 1988.      | TBA                         |
| 46               | 22                 | "Чаробњак"                 | Кристофер Хиблер     | Џералд Санов                                                | 22. март 1988.      | TBA                         |
| 47               | 23                 | "Пецарош"                  | Харви С. Ледмен      | Марвин Кафер                                                | 29. март 1988.      | TBA                         |
| 48               | 24                 | "Наследница"               | Лео Пен              | Дајана Копалд Маркус                                        | 3. мај 1988.        | TBA                         |

### 3. сезона (1988−89)
Џули Сомарс је унапређена у главну поставу на почетку сезоне. Кен Холидеј је напустио главну поставу на крају сезоне.
| Бр. еп. (укупно) | Бр. еп. (у сезони) | Наслов                   | Редитељ          | Сценариста                                                 | Премијера          |
| ---------------- | ------------------ | ------------------------ | ---------------- | ---------------------------------------------------------- | ------------------ |
| 49               | 1                  | "Лимун"                  | Лео Пен          | Дајана Копалд Маркус                                       | 29. новембар 1988. |
| 50               | 2                  | "Посланик (1. део)"      | Кристофер Хиблер | Синопсис: Ен Колинс Сценарио: Дин Харгров и Џоел Штајгер   | 6. децембар 1988.  |
| 51               | 3                  | "Посланик (2. део)"      | Кристофер Хиблер | Синопсис: Ен Колинс Сценарио: Дин Харгров и Џоел Штајгер   | 13. децембар 1988. |
| 52               | 4                  | "Љубавница"              | Харви С. Лејдмен | Роберт Хамилтон                                            | 20. децембар 1988. |
| 53               | 5                  | "Ди џеј"                 | Тони Морденте    | Бил Дејна                                                  | 3. јануар 1989.    |
| 54               | 6                  | "Капетан"                | Френк Такери     | Линколлн Киб                                               | 10. јануар 1989.   |
| 55               | 7                  | "Освета"                 | Дејвид Соломон   | Роберт Шлит                                                | 17. јануар 1989.   |
| 56               | 8                  | "Градоначелник (1. део)" | Харви С. Лејдмен | Синопсис: Дин Харгров и Џоел Штајгер Сценарио: Роберт Шлит | 31. јануар 1989.   |
| 57               | 9                  | "Градоначелник (2. део)" | Харви С. Лејдмен | Синопсис: Дин Харгров и Џоел Штајгер Сценарио: Роберт Шлит | 7. фебруар 1989.   |
| 58               | 10                 | "Црна удовица"           | Кристофер Хиблер | Џералд Санов                                               | 14. фебруар 1989.  |
| 59               | 11                 | "Друга жена"             | Роберт Ширер     | Фил Мишкин                                                 | 21. фебруар 1989.  |
| 60               | 12                 | "Старлета"               | Харви С. Лејдмен | Марвин Куфер                                               | 28. фебруар 1989.  |
| 61               | 13                 | "Видовњакиња"            | Бет Остин        | Синопсис: Су Даун Сценарио: Бет Роналд и Роналд Остин      | 7. март 1989.      |
| 62               | 14                 | "Лопов (1. део)"         | Харви С. Лејдмен | Џералд Санов                                               | 28. март 1989.     |
| 63               | 15                 | "Лопов (2. део)"         | Харви С. Лејдмен | Џералд Санов                                               | 4. април 1989.     |
| 64               | 16                 | "Расадник"               | Лео Пен          | Мери Ен Касик и Мајкл Шеф                                  | 18. април 1989.    |
| 65               | 17                 | "Манекенка"              | Тони Морденте    | Роберт Шлит                                                | 25. април 1989.    |
| 66               | 18                 | "Секта"                  | Харви С. Ледмен  | Марвин Кафер                                               | 2. мај 1989.       |
| 67               | 19                 | "Певач блуза"            | Лео Пен          | Џоел Штајгер                                               | 9. мај 1989.       |
| 68               | 20                 | "Свештеник"              | Харви С. Ледмен  | Макс Ајзенберг                                             | 16. мај 1989.      |

### 4. сезона (1989−90)
Кларенс Гилјард мл. се придружио главној постави на почетку сезоне.
| Бр. еп. (укупно) | Бр. еп. (у сезони) | Наслов                | Редитељ          | Сценариста                                                            | Премијера           | Гледаност у U.S. (милиони) |
| ---------------- | ------------------ | --------------------- | ---------------- | --------------------------------------------------------------------- | ------------------- | -------------------------- |
| 69               | 1                  | "Уклети лов (1. део)" | Роберт Ширер     | Синопсис: Ен Колинс Сценарио: Дин Харгров и Џоел Штајгер              | 19. септембар 1989. | 28.40                      |
| 70               | 2                  | "Уклети лов (2. део)" | Роберт Ширер     | Синопсис: Ен Колинс Сценарио: Дин Харгров и Џоел Штајгер              | 19. септембар 1989. | 28.40                      |
| 71               | 3                  | "Добар дечко"         | Кристофер Силбер | Дејвид Хофман и Лесли Дерил Зерг                                      | 26. септембар 1989. | 23.90                      |
| 72               | 4                  | "Бестселер"           | Кристофер Хиблер | Роберт Шлит                                                           | 10. октобар 1989.   | TBA                        |
| 73               | 5                  | "Бивши"               | Харви С. Ледмен  | Дајана Копалд Маркус                                                  | 17. октобар 1989.   | 19.00                      |
| 74               | 6                  | "Шаљивџија"           | Лео Пен          | Линколн Киби                                                          | 24. октобар 1989.   | 23.70                      |
| 75               | 7                  | "Звезда"              | Симур Роби       | Синопсис: Ен Колинс Сценарио: Џојс Бурдит, Дин Харгров и Џоел Штајгер | 31. октобар 1989.   | 25.10                      |
| 76               | 8                  | "Преварант"           | Лео Пен          | Џералд Саноф                                                          | 7. новембар 1989.   | 24.10                      |
| 77               | 9                  | "Затвореник (1. део)" | Харви С. Ледмен  | Синопсис: Марвин Кафер и Џералд Саноф Сценарио: Џералд Саноф          | 14. новембар 1989.  | 22.30                      |
| 78               | 10                 | "Затвореник (2. део)" | Харви С. Ледмен  | Синопсис: Марвин Кафер и Џералд Саноф Сценарио: Џералд Саноф          | 21. новембар 1989.  | 23.70                      |
| 79               | 11                 | "Бегунац"             | Тони Морденте    | Брус Шели и Рид Шели                                                  | 28. новембар 1989.  | 24.40                      |
| 80               | 12                 | "Другови"             | Френк Тракери    | Фил Мишкин                                                            | 12. децембар 1989.  | TBA                        |
| 81               | 13                 | "Шегрт"               | Харви С. Ледмен  | Синопсис: Ен Кколинс Сценарио: Џоел Штајгер                           | 19. децембар 1989.  | 25.60                      |
| 82               | 14                 | "Сведокиња"           | Тони Морденте    | Сузан Вулен                                                           | 2. јануар 1990.     | 27.80                      |
| 83               | 15                 | "Средњошколац"        | Барт Бринкерхоф  | Синопсис: Марвин Кафер Сценарио: Џералд Саноф                         | 9. јануар 1990.     | 25.40                      |
| 84               | 16                 | "Ток шоу"             | Роберт Ширер     | Дејвид Хофман и Лесли Дерил Зерг                                      | 16. јануар 1990.    | 25.50                      |
| 85               | 17                 | "Жртва"               | Роберт Ширер     | Мајкл Маркс                                                           | 23. јануар 1990.    | 27.00                      |
| 86               | 18                 | "Отмичар"             | Френк Такери     | Џојс Бурдит                                                           | 6. фебруар 1990.    | 24.10                      |
| 87               | 19                 | "Професионалац"       | Барт Бринкерхоф  | Макс Ајзенберг                                                        | 13. фебруар 1990.   | 25.40                      |
| 88               | 20                 | "Доушник (1. део)"    | Харви С. Ледмен  | Синопсис: Сем Ролф и Џералд Саноф Сценарио: Џералд Саноф              | 20. фебруар 1990.   | TBA                        |
| 89               | 21                 | "Доушник (2. део)"    | Харви С. Ледмен  | Синопсис: Сем Ролф и Џералд Саноф Сценарио: Џералд Саноф              | 27. фебруар 1990.   | 25.70                      |
| 90               | 22                 | "О.Т."                | Рас Мејбери      | Дајана Копалд Маркус                                                  | 20. март 1990.      | 23.40                      |
| 91               | 23                 | "Уцењивач"            | Кристофер Хиблер | Џералд Саноф                                                          | 1. мај 1990.        | 19.90                      |
| 92               | 24                 | "Чудовиште из колача" | Харви С. Ледмен  | Мишел С. Кодос и Бони Л. ДеСуза                                       | 8. мај 1990.        | 19.00                      |

### 5. сезона (1990−91)
| Бр. еп. (укупно) | Бр. еп. (у сезони) | Наслов                       | Редитељ          | Сценариста                                                                                         | Премијера           | Гледаност у U.S. (милиони) |
| ---------------- | ------------------ | ---------------------------- | ---------------- | -------------------------------------------------------------------------------------------------- | ------------------- | -------------------------- |
| 93               | 1                  | "Мајка"                      | Роберт Ширер     | Мајкл Маркс                                                                                        | 18. септембар 1990. | 23.60                      |
| 94               | 2                  | "Кад немаш где (1. део)"     | Харви С. Ледмен  | Синопсис: Ен Колинс Сценарио: Дин Харгров и Џоел Штајгер                                           | 25. септембар 1990. | 22.80                      |
| 95               | 3                  | "Кад немаш где (2. део)"     | Харви С. Ледмен  | Синопсис: Ен Колинс Сценарио: Дин Харгров и Џоел Штајгер                                           | 25. септембар 1990. | 22.80                      |
| 96               | 4                  | "Мадам"                      | Лео Пен          | Џералд Саноф                                                                                       | 2. октобар 1990.    | 23.10                      |
| 97               | 5                  | "Лични тренер"               | Барт Бринкерхоф  | Линколн Кајби                                                                                      | 9. октобар 1990.    | 24.00                      |
| 98               | 6                  | "Наркотик"                   | Харви С. Ледмен  | Фил Мишкин                                                                                         | 23. октобар 1990.   | 24.10                      |
| 99               | 7                  | "Тајна (1. део)"             | Лео Пен          | Џералд Саноф                                                                                       | 30. октобар 1990.   | 22.60                      |
| 100              | 8                  | "Тајна (2. део)"             | Лео Пен          | Џералд Саноф                                                                                       | 6. новембар 1990.   | 21.90                      |
| 101              | 9                  | "Браћа"                      | Кристофер Хиблер | Ен Колинс и Џералд Саноф                                                                           | 13. новембар 1990.  | 23.80                      |
| 102              | 10                 | "Девојка са насловне стране" | Кристифер Хиблер | Макс Ајзенберг                                                                                     | 20. новембар 1990.  | 23.70                      |
| 103              | 11                 | "Моториста"                  | Харви С. Ледмен  | Брус Шели и Рид Шели                                                                               | 27. новембар 1990.  | 24.40                      |
| 104              | 12                 | "Деоничар"                   | Роберт Ширер     | Дајана Копалд Маркус                                                                               | 4. децембар 1990.   | 22.20                      |
| 105              | 13                 | "Боксер"                     | Кристофер Хиблер | Синопсис: Фил Комбсет, Дејвид Хофман и Лесли Дерил Зерг Сценарио: Дејвид Хофман и Лесли Дерил Зерг | 11. децембар 1990.  | 22.20                      |
| 106              | 14                 | "Критичар"                   | Роберт Ширер     | Фил Мишкин                                                                                         | 8. јануар 1991.     | 24.30                      |
| 107              | 15                 | "Родитељи"                   | Харви С. Ледмен  | Мајкл Маркс                                                                                        | 15. јануар 1991.    | 25.30                      |
| 108              | 16                 | "Човек године"               | Барт Бринкерхоф  | Синопсис: Ен Колинс Сценарио: Џералд Саноф                                                         | 29. јануар 1991.    | 19.90                      |
| 109              | 17                 | "Пироман"                    | Роберт Ширер     | Џим МекГрат                                                                                        | 5. фебруар 1991.    | 22.70                      |
| 110              | 18                 | "Формула"                    | Кристофер Хиблер | Синопсис: Ен Колинс Сценарио: Џералд Саноф                                                         | 12. фебруар 1991.   | 22.20                      |
| 111              | 19                 | "Суђење (1. део)"            | Френк Такери     | Синопсис: Ен Колинс Сценарио: Џералд Саноф                                                         | 19. фебруар 1991.   | 23.20                      |
| 112              | 20                 | "Суђење (2. део)"            | Френк Такери     | Синопсис: Ен Колинс Сценарио: Џералд Саноф                                                         | 26. фебруар 1991.   | 23.20                      |
| 113              | 21                 | "Несрећа"                    | Кристофер Хиблер | Макс Ајзенберг и Лонон Ф. Смит                                                                     | 26. март 1991.      | 22.10                      |
| 114              | 22                 | "Позната личност"            | Лео Пен          | Џералд Саноф                                                                                       | 30. април 1991.     | 18.60                      |

### 6. сезона (1991−92)
Ненси Стафорд и Џули Сомарс су напустиле главну поставу на крају сезоне.
| Бр. еп. (укупно) | Бр. еп. (у сезони) | Наслов                      | Редитељ          | Сценариста                                                | Премијера          | Гледаност у U.S. (милиони) |
| ---------------- | ------------------ | --------------------------- | ---------------- | --------------------------------------------------------- | ------------------ | -------------------------- |
| 115              | 1                  | "Убиство сведока (1. део)"  | Кристофер Хиблер | Синопсис: Ен Колинс Сценарио: Џералд Саноф                | 18. октобар 1991.  | 21.20                      |
| 116              | 2                  | "Убиство сведока (2. део)"  | Кристофер Хиблер | Синопсис: Ен Колинс Сценарио: Џералд Саноф                | 18. октобар 1991.  | 21.20                      |
| 117              | 3                  | "Давитељ"                   | Лео Пен          | Линколн Килби                                             | 25. октобар 1991.  | 14.90                      |
| 118              | 4                  | "Ноћна мора"                | Роберт Ширер     | Ен Колинс                                                 | 1. новембар 1991.  | 14.00                      |
| 119              | 5                  | "Брачни саветник"           | Кристофер Хиблер | Фил Мишкин                                                | 8. новембар 1991.  | 19.10                      |
| 120              | 6                  | "Дама"                      | Лео Пен          | Дејвид Хофман                                             | 15. новембар 1991. | 17.70                      |
| 121              | 7                  | "Осумњичена (1. део)"       | Харви С. Ледмен  | Синопсис: Ен Колинс Сценарио: Џералд Саноф и Џоел Штајгер | 29. новембар 1991. | 19.40                      |
| 122              | 8                  | "Осумњичена (2. део)"       | Харви С. Ледмен  | Синопсис: Ен Колинс Сценарио: Џералд Саноф и Џоел Штајгер | 29. новембар 1991. | 19.40                      |
| 123              | 9                  | "Одбрана"                   | Питер Елис II    | Џералд Саноф                                              | 6. децембар 1991.  | 16.20                      |
| 124              | 10                 | "Игроказ"                   | Роберт Ширер     | Макс Ајзенберг и Лонон Ф. Смит                            | 13. децембар 1991. | 16.50                      |
| 125              | 11                 | "Четворка"                  | Харви С. Ледмен  | Дајана Копалд Маркус                                      | 20. децембар 1991. | 18.00                      |
| 126              | 12                 | "Слика (1. део)"            | Лео Пен          | Синопсис: Ен Колинс Сценарио: Џералд Саноф и Џоел Штајгер | 17. јануар 1992.   | 20.60                      |
| 127              | 13                 | "Слика (2. део)"            | Лео Пен          | Синопсис: Ен Колинс Сценарио: Џералд Саноф и Џоел Штајгер | 24. јануар 1992.   | 18.40                      |
| 128              | 14                 | "Изгнан (1. део)"           | Френк Такери     | Роберт Шлит                                               | 7. фебруар 1992.   | 22.10                      |
| 129              | 15                 | "Изгнан (2. део)"           | Френк Такери     | Роберт Шлит                                               | 7. фебруар 1992.   | 22.10                      |
| 130              | 16                 | "Велика исплата"            | Лео Пен          | Синопсис: Џоел Штајгер Сценарио: Џери Конвеј              | 28. фебруар 1992.  | 18.70                      |
| 131              | 18                 | "Отмица"                    | Роберт Ширер     | Линколн Кајби                                             | 6. март 1992.      | 19.20                      |
| 132              | 18                 | "Господин феноменални"      | Харви С. Ледмен  | Вилијам Т. Конвеј                                         | 17. април 1992.    | 14.20                      |
| 133              | 19                 | "Вечерње вести (1. део)"    | Харви С. Ледмен  | Синопсис: Ен Колинс Сценарио: Џералд Саноф                | 24. април 1992.    | 13.60                      |
| 134              | 20                 | "Вечерње вести (2. део)"    | Харви С. Ледмен  | Синопсис: Ен Колинс Сценарио: Џералд Саноф                | 1. мај 1992.       | 13.40                      |
| 135              | 21                 | "Наручено убиство (1. део)" | Кристофер Хиблер | Синопсис: Ен Колинс Сценарио: Џералд Саноф и Џоел Штајгер | 8. мај 1992.       | 24.70                      |
| 136              | 22                 | "Наручено убиство (2. део)" | Кристофер Хиблер | Синопсис: Ен Колинс Сценарио: Џералд Саноф и Џоел Штајгер | 8. мај 1992.       | 24.70                      |

### 7. сезона (1992−93)
Брин Дајер је унапређена у главну поставу на почетку сезоне. Данијел Робак се придружио главној постави на почетку сезоне. Кларенс Гилјард мл. је напустио главну поставу на крају сезоне.
| Бр. еп. (укупно) | Бр. еп. (у сезони) | Наслов                    | Редитељ          | Сценариста                                   | Премијера          | Гледаност у U.S. (милиони) |
| ---------------- | ------------------ | ------------------------- | ---------------- | -------------------------------------------- | ------------------ | -------------------------- |
| 137              | 1                  | "Одмор (1. део)"          | Харви С. Ледмен  | Џери Конвеј                                  | 5. новембар 1992.  | 20.90                      |
| 138              | 2                  | "Одмор (2. део)"          | Харви С. Ледмен  | Џери Конвеј                                  | 5. новембар 1992.  | 20.90                      |
| 139              | 3                  | "Завештање (1. део)"      | Харви С. Ледмен  | Синопсис: Џералд Саноф Сценарио: Д. О'Брајен | 19. новембар 1992. | 16.60                      |
| 140              | 4                  | "Завештање (2. део)"      | Харви С. Ледмен  | Синопсис: Џералд Саноф Сценарио: Д. О'Брајен | 19. новембар 1992. | 16.60                      |
| 141              | 5                  | "Дух"                     | Харви С. Ледмен  | Џери Конвеј                                  | 14. јануар 1993.   | 22.40                      |
| 142              | 6                  | "Предавање"               | Харви С. Ледмен  | Синопсис: Џоел Штајгер Сценарио: Д. О'Брајен | 21. јануар 1993.   | 19.30                      |
| 143              | 7                  | "Певач"                   | Харви С. Ледмен  | Роберт Бренен                                | 28. јануар 1993.   | 14.40                      |
| 144              | 8                  | "Мета"                    | Харви С. Ледмен  | Роберт Шлит                                  | 4. фебруар 1993.   | 20.90                      |
| 145              | 9                  | "Поротник"                | Френк Такери     | Џералд Саноф                                 | 11. фебруар 1993.  | 21.20                      |
| 146              | 10                 | "Богатство (1. део)"      | Лео Пен          | Синопсис: Ен Колинс Сценарио: Џоел Штајгер   | 18. фебруар 1993.  | 19.00                      |
| 147              | 11                 | "Богатство (2. део)"      | Лео Пен          | Синопсис: Ен Колинс Сценарио: Џоел Штајгер   | 18. фебруар 1993.  | 19.00                      |
| 148              | 12                 | "Дуг"                     | Кристофер Хиблер | Ричард Џ. Колинс                             | 18. март 1993.     | 18.50                      |
| 149              | 13                 | "Освета"                  | Френк Такери     | Синопсис: Ен Колинс Сценарио: Џералд Саноф   | 25. март 1993.     | 19.00                      |
| 150              | 14                 | "Опседнутост"             | Кристофер Хиблер | Макс Ајзенберг и Лонон Ф. Смит               | 1. април 1993.     | 18.80                      |
| 151              | 15                 | "Развод"                  | Лео Пен          | Вилијам Т. Конвеј                            | 8. април 1993.     | 16.90                      |
| 152              | 16                 | "Последња афера (1. део)" | Френк Такери     | Синопсис: Ен Колинс Сценарио: Џералд Саноф   | 29. април 1993.    | 17.90                      |
| 153              | 17                 | "Последња афера (2. део)" | Френк Такери     | Синопсис: Ен Колинс Сценарио: Џералд Саноф   | 29. април 1993.    | 17.90                      |
| 154              | 18                 | "Конкуренција"            | Лео Пен          | Синопсис: Ен Колинс Сценарио: Џералд Саноф   | 6. мај 1993.       | 15.90                      |

### 8. сезона (1993−94)
Брин Дајер је напустила главну поставу на крају сезоне.
| Бр. еп. (укупно) | Бр. еп. (у сезони) | Наслов                         | Редитељ          | Сценариста                                                                       | Премијера           | Гледаност у U.S. (милиони) |
| ---------------- | ------------------ | ------------------------------ | ---------------- | -------------------------------------------------------------------------------- | ------------------- | -------------------------- |
| 154              | 1                  | „Представа”                    | Кристофер Хиблер | Фил Мишкин                                                                       | 23. септембар 1993. | 14.00                      |
| 155              | 2                  | „Кобно завођење (1. део)”      | Кристофер Хиблер | Синопсис: Ен Колинс Сценарио: Џералд Саноф и Џоел Штајгер                        | 30. септембар 1993. | 15.80                      |
| 156              | 3                  | „Кобно завођење (2. део)”      | Кристофер Хиблер | Синопсис: Ен Колинс Сценарио: Џералд Саноф и Џоел Штајгер                        | 7. октобар 1993.    | 18.50                      |
| 157              | 4                  | „Вечера”                       | Френк Такери     | Макс Ајзенберг и Лонон Ф. Смит                                                   | 14. октобар 1993.   | 17.60                      |
| 158              | 5                  | „Поглед”                       | Кристофер Хиблер | Синопсис: Џералд Саноф Сценарио: Џоел Штајгер                                    | 28. октобар 1993.   | 18.20                      |
| 159              | 6                  | „Последњи смех”                | Рас Мејбери      | Милтон Берл и Стивен Лојд                                                        | 4. новембар 1993.   | 16.90                      |
| 160              | 7                  | „Тешко кривично дело”          | Роберт Ширер     | Брајан Алан Лејн                                                                 | 11. новембар 1993.  | 20.50                      |
| 161              | 8                  | „Уклети (1. део)”              | Харви С. Ледмен  | Синопсис: Џералд Саноф и Џоел Штајгер Сценарио: Џери Конвеј                      | 18. новембар 1993.  | 18.50                      |
| 162              | 9                  | „Уклети (2. део)”              | Харви С. Ледмен  | Синопсис: Џералд Саноф и Џоел Штајгер Сценарио: Џери Конвеј                      | 18. новембар 1993.  | 18.50                      |
| 163              | 10                 | „Завера”                       | Лео Пен          | Џералд Саноф и Џоел Штајгер                                                      | 25. новембар 1993.  | 11.10                      |
| 164              | 11                 | „Метлокова најгора ноћна мора” | Рас Мејбери      | Робин Меден                                                                      | 2. децембар 1993.   | 14.00                      |
| 165              | 12                 | „Оптужени”                     | Лео Пен          | Девид Хофман                                                                     | 16. децембар 1993.  | 14.40                      |
| 166              | 13                 | „Отмица (1. део)”              | Кристофер Хиблер | Синопсис: Ен Колинс Сценарио: Џералд Саноф и Џоел Штајгер                        | 13. јануар 1994.    | 17.80                      |
| 167              | 14                 | „Отмица (2. део)”              | Кристофер Хиблер | Синопсис: Ен Колинс Сценарио: Џералд Саноф и Џоел Штајгер                        | 20. јануар 1994.    | 18.60                      |
| 168              | 15                 | „Искушење”                     | Харви С. Ледмен  | Џералд Саноф                                                                     | 27. јануар 1994.    | 19.20                      |
| 169              | 16                 | „Преварант”                    | Лео Пен          | Џералд Саноф и Џоел Штајгер                                                      | 3. фебруар 1994.    | 15.30                      |
| 171              | 17                 | „Игра убиства”                 | Френк Такери     | Синопсис: Џералд Саноф, Џоел Штајгер и Дон Рос Сценарио: Роберт Шлит             | 10. фебруар 1994.   | 15.40                      |
| 172              | 18                 | „Бренен”                       | Роберт Ширер     | Синопсис: Џералд Саноф, Џоел Штајгер и Мајкл МекГвајер Сценарио: Мајкл МекГвајер | 17. фебруар 1994.   | TBA                        |
| 173              | 19                 | „Л.И.”                         | Крисотфер Хиблер | Џ. И. Хендерсон                                                                  | 3. март 1994.       | 16.90                      |
| 174              | 20                 | „Кум”                          | Кристофер Хиблер | Ричард Џ. Колинс                                                                 | 28. април 1994.     | 15.80                      |
| 175              | 21                 | „Узор (1. део)”                | Френк Такери     | Синопсис: Ен Колинс Сценарио: Џералд Саноф и Џоел Штајгер                        | 19. мај 1994.       | 16.10                      |
| 176              | 22                 | „Узор (2. део)"                | Френк Такери     | Синопсис: Ен Колинс Сценарио: Џералд Саноф и Џоел Штајгер                        | 19. мај 1994.       | 16.10                      |

### 9. сезона (1994−95)
Керол Хјустон се придружила главној постави на почетку сезоне.
| Бр. еп. (укупно) | Бр. еп. (у сезони) | Наслов                | Редитељ          | Сценариста                                                  | Премијера          | Гледаност у U.S. (милиони) |
| ---------------- | ------------------ | --------------------- | ---------------- | ----------------------------------------------------------- | ------------------ | -------------------------- |
| 177              | 1                  | "Оптужена (1. део)"   | Кристофер Хиблер | Синопсис: Ен Колинс Сценарио: Џералд Саноф и Џоел Штајгер   | 13. октобар 1994.  | 14.20                      |
| 178              | 2                  | "Оптужена (2. део)"   | Кристофер Хиблер | Синопсис: Ен Колинс Сценарио: Џералд Саноф и Џоел Штајгер   | 13. октобар 1994.  | 14.20                      |
| 179              | 3                  | "Брука"               | Френк Такери     | Брајан Алан Ли                                              | 20. октобар 1994.  | 14.10                      |
| 180              | 4                  | "Изазов"              | Лео Пен          | Џералд Саноф и Џоел Штајгер                                 | 27. октобар 1994.  | 14.80                      |
| 181              | 5                  | "Таблоид"             | Кристофер Хиблер | Синопсис: Ен Колинс Сценарио: Џералд Саноф и Џоел Штајгер   | 3. новембар 1994.  | 13.20                      |
| 182              | 6                  | "Тренер"              | Рас Мејбери      | Вилијам Т. Конвеј                                           | 10. новембар 1994. | 13.30                      |
| 183              | 7                  | "Игра забављања"      | Роберт Ширер     | Бери М. Шолник                                              | 17. новембар 1994. | 13.10                      |
| 184              | 8                  | "Признање"            | Роберт Ширер     | Синопсис: Џералд Саноф и Џоел Штајгер Сценарио: Роберт Шлит | 1. децембар 1994.  | 14.60                      |
| 185              | 9                  | "Прекид"              | Кристофер Хиблер | Синопсис: Ен Колинс Сценарио: Џералд Саноф и Џоел Штајгер   | 8. децембар 1994.  | 12.40                      |
| 186              | 10                 | "Бекство"             | Лео Пен          | Џералд Саноф и Џоел Штајгер                                 | 5. јануар 1995.    | 15.80                      |
| 187              | 11                 | "Пресуда"             | Лео Пен          | Синопсис: Ен Колинс Сценарио: Џералд Саноф и Џоел Штајгер   | 12. јануар 1995.   | 16.20                      |
| 188              | 12                 | "Смртоносна количина" | Роберт Ширер     | Синопсис: Ен Колинс Сценарио: Џералд Саноф и Џоел Штајгер   | 2. фебруар 1995.   | 15.70                      |
| 189              | 13                 | "Мета"                | Френк Такери     | Џералд Саноф и Џоел Штајгер                                 | 9. фебруар 1995.   | 16.00                      |
| 190              | 14                 | "Напад"               | Кристлфер Хиблер | Синопсис: Ен Колинс Сценарио: Џералд Саноф и Џоел Штајгер   | 16. фебруар 1995.  | 16.20                      |
| 191              | 15                 | "Пљачка (1. део)"     | Лео Пен          | Синопсис: Ен Колинс Сценарио: Џералд Саноф и Џоел Штајгер   | 27. април 1995.    | 16.80                      |
| 192              | 16                 | "Пљачка (2. део)"     | Лео Пен          | Синопсис: Ен Колинс Сценарио: Џералд Саноф и Џоел Штајгер   | 27. април 1995.    | 16.80                      |
| 193              | 17                 | "Превара (1. део)"    | Френк Такери     | Синопсис: Ен Колинс Сценарио: Џералд Саноф и Џоел Штајгер   | 4. мај 1995.       | 18.80                      |
| 194              | 18                 | "Превара (2. део)"    | Френк Такери     | Синопсис: Ен Колинс Сценарио: Џералд Саноф и Џоел Штајгер   | 4. мај 1995.       | 18.80                      |